# Arachidil-alkohol
Az arachidil-alkohol vagy 1-eikozanol telített, egyenes szénláncú, 20 szénatomos, primer zsíralkohol. Fehér, szilárd, viaszos anyag. A kozmetikumokban bőrpuhítóként használják.

## Fordítás
Ez a szócikk részben vagy egészben  az   Arachidyl alcohol című angol Wikipédia-szócikk ezen változatának fordításán alapul.  Az eredeti cikk szerkesztőit annak laptörténete sorolja fel. Ez a jelzés csupán a megfogalmazás eredetét és a szerzői jogokat jelzi, nem szolgál a cikkben szereplő információk forrásmegjelöléseként.